# قائمة سلاطين عمان

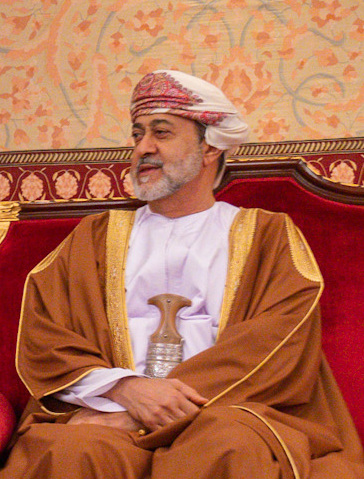
السلطان هيثم بن طارق، سلطان عمان الرابع عشر من آل بوسعيد والحالي لعمان.

سلطان سلطنة عمان هو حاكم سلطنة عمان وهو أرفع منصب في البلاد. ينحدر سلاطين عُمان من أسرة آل بو سعيد وهي الأسرة الحاكمة في عمان منذ منتصف القرن الثامن عشر.

## قائمة الأئمة (751–1406)
| الرقم             | الإسم                                                       | بداية فترة الحكم  | نهاية فترة الحكم  | مقر الإقامة       | القبيلة           | المرجع            |
| أئمة القرن الثاني | أئمة القرن الثاني                                           | أئمة القرن الثاني | أئمة القرن الثاني | أئمة القرن الثاني | أئمة القرن الثاني | أئمة القرن الثاني |
| ----------------- | ----------------------------------------------------------- | ----------------- | ----------------- | ----------------- | ----------------- | ----------------- |
| 1                 | الجلندي بن مسعود                                            | 751               |                   | صحار              | الأزد             | [ 2 ]             |
| 2                 | محمد بن أبي عفان                                            | ؟                 |                   | نزوى              | الأزد             | [ 3 ]             |
| 3                 | الوارث بن كعب الخروصي                                       | 801               |                   | نزوى              | اليحمد            | [ 4 ]             |
| 4                 | غسان بن عبد الله الخروصي                                    | 807               |                   | نزوى              | اليحمد            | [ 5 ]             |
| أئمة القرن الثالث |                                                             |                   |                   |                   |                   |                   |
| 5                 | عبد الملك بن يحمد                                           | 824               |                   | ؟                 | الأزد             | [ 6 ]             |
| 6                 | المهنا بن جيفر اليحمدي الخروصي                              | 840               |                   | نزوى              | اليحمد            | [ 7 ]             |
| 7                 | الصلت بن مالك الخروصي                                       | 851               |                   | ؟                 | الأزد             | [ 8 ]             |
| 8                 | راشد بن النظر اليحمدي الخروصي                               | 886               |                   | ؟                 | ؟                 | [ 8 ]             |
| 9                 | عزان بن تميم الخروصي                                        | 890               |                   | نزوى              | ؟                 | [ 9 ]             |
| 10                | محمد بن الحسن الخروصي                                       | 897               |                   | ؟                 | الأزد             | [ 10 ]            |
| 13                | الصلت بن القاسم الخروصي                                     | ؟                 |                   | ؟                 | ؟                 | [ 11 ]            |
| 11                | عزان بن الهزبر المالكي                                      | 898               |                   | ؟                 | اليحمد            | [ 10 ]            |
| 12                | عبد الله بن محمد الحدائي                                    | 899               |                   | ؟                 | ؟                 | [ 11 ]            |
| 13                | الصلت بن القاسم الخروصي                                     | 900               |                   | ؟                 | ؟                 | [ 11 ]            |
| 14                | الحسن بن سعيد السحتني                                       | 900               |                   | ؟                 | ؟                 | [ 11 ]            |
| 15                | الحواري بن مطرف الحداني                                     | 904               |                   | ؟                 | ؟                 | [ 11 ]            |
| 16                | عمر بن محمد بن مطرف                                         | 912               |                   | ؟                 | ؟                 | [ 12 ]            |
| 17                | محمد بن يزيد الكندي                                         | ؟                 |                   | ؟                 | كندة              | [ 13 ]            |
| 18                | الحكم بن الملا البحري                                       | ؟                 |                   | نزوى              | البحري            | [ 14 ]            |
| أئمة القرن الرابع |                                                             |                   |                   |                   |                   |                   |
| 19                | سعد بن عبدالله بن محمد بن محبوب القرشي                      | 939               |                   | ؟                 | ؟                 | [ 14 ]            |
| 20                | راشد بن الوليد الكندي                                       | ؟                 |                   | نزوى              | ؟                 | [ 15 ]            |
| أئمة القرن الخامس |                                                             |                   |                   |                   |                   |                   |
| 21                | الخليل بن شاذان بن الصلت بن مالك                            | 1002              |                   | ؟                 | الخروصي           | [ 16 ]            |
| 22                | راشد بن سعيد اليحمدي                                        | 1032              |                   | ؟                 | اليحمد            | [ 16 ]            |
| 23                | حفص بن راشد بن سعيد اليحمدي                                 | 1068              |                   | ؟                 | ؟                 | [ 16 ]            |
| 24                | راشد بن علي الخروصي                                         | 1054              |                   | ؟                 | ؟                 | [ 16 ]            |
| 25                | عامر بن راشد بن الوليد الخروصي                              | 1154              |                   | نزوى              | ؟                 | [ 17 ]            |
| 26                | محمد بن غسان بن عبد الله الخروصي                            |                   |                   |                   |                   |                   |
| 27                | الخليل بن عبد الله بن عمر بن محمد بن الإمام الخليل بن شاذان |                   |                   |                   |                   |                   |
| أئمة القرن السادس |                                                             |                   |                   |                   |                   |                   |
| 28                | محمد بن أبي غسان الخروصي                                    |                   |                   |                   |                   |                   |
| 29                | موسى بن أبي المعالي بن نجاد                                 |                   |                   |                   |                   |                   |
| 30                | خنبش بن محمد بن هشام                                        |                   |                   |                   |                   |                   |
| 31                | محمد بن خنبش بن محمد                                        |                   |                   |                   |                   |                   |

## قائمة الأئمة (1406–1749)

### أسرة بني نبهان(1406–1624)
| الرقم | الاسم                                    | بداية الحكم | نهاية الحكم | ملاحظات |
| ----- | ---------------------------------------- | ----------- | ----------- | --- |
| 1     | مخزوم بن فلاح النبهاني                   | 1406        | 1410        | تولى الحكم بعد وفاة مظفر بن سليمان سنة 1025 هـ وكانت البلاد في فتنة عمياء، فاستقر في حصن (نيقل)، قطعت يده خطأ ومات من جراحه. |
| 2     | كهلان بن نبهان بن محمد النبهاني          | ؟؟14        | ؟؟14        | |
| 3     | كهلان بن عمر بن نبهان النبهاني           | ؟؟14        | ؟؟14        | |
| 4     | خردلة بن سماعة بن محسن النبهاني          | ؟؟14        | ؟؟14        | |
| 5     | جبر بن سماعة النبهاني                    | ؟؟14        | ؟؟14        | |
| 6     | سليمان بن سليمان بن مظفر النبهاني        | ؟؟14        | ؟؟14        | عاش في النصف الأول من القرن الخامس عشر الميلادي، آل إليه الحكم بعد والده وجده اللذين حكما مدينتي نزوى وبهلاء، أتقن علوم اللغة العربية، وكان شاعراً جزلا عارض خمسة من كبار شعراء العربية، هم: امرؤ القيس، وعلقمة الفحل، ولبيد بن ربيعة، وعمرو بن معد يكرب، والخنساء. توفي بين عامي: 906 - 915هـ (1501 - 1509م). |
| 7     | طهماس بن سلطان بن محسن النبهاني          | ؟؟14        | ؟؟14        | |
| 8     | فلاح بن محسن بن سليمان بن نبهان النبهاني | ؟؟14        | ؟؟14        | |
| 9     | سليمان بن نبهان بن المظفر النبهاني       | ؟؟14        | ؟؟14        | هاجر من عمان ليستقر في كينيا وتحديدا في جزيرة باتي قبل عام 599هـ، كانت تربطه علاقة ودّ واحترام مع سلطان الجزيرة إسحاق بن محمد البتاوي ثم ترجم الطرفان هذه العلاقة بزواج سليمان النبهاني من بتاوينا ابنت السلطان، تنازل السلطان إسحاق عن الحكم فيما بعد لسليمان سنة 599هـ ، ليصبح بذلك أول حاكم نبهاني لجزيرة باتي الكينية ولتبدأ من هذا التاريخ سلطنة بني نبهان التي حكمت ساحل شرق أفريقيا لمدة طويلة بداية من عام 599هـ وحتى عام 1229هـ وبلغ عدد سلاطينهم حوالي 32 سلطانا. |
| 10    | عمير بن حميرالنبهاني                     | ؟؟14        | ؟؟14        | |
| 11    | عرار بن فلاح بن محسن النبهاني            | ؟؟14        | ؟؟14        | |
| 12    | المظفر بن سليمان النبهاني                | ؟؟14        | ؟؟14        | |
| 13    | يعرب بن عمر النبهاني / جد سلالة اليعاربة | ؟؟14        | ؟؟14        | |
| 14    | أبو العرب يعرب بن عمر النبهاني           | ؟؟14        | ؟؟14        | |

### دولة اليعاربة(1624-1748)
| الرقم | الاسم                                  | بداية الحكم | نهاية الحكم | ملاحظات |
| ----- | -------------------------------------- | ----------- | ----------- | --- |
| 1     | ناصر بن مرشد بن مالك اليعربي           | 1624        | 1649        | مؤسس السلالة اليعربية، حكم 26 سنة ومات في نزوى ودفن بها.                                                          |
| 2     | سلطان بن سيف بن مالك اليعربي           | 1649        | 1679        | هو ابن عم ناصر بن مرشد وبعهده تم طرد البرتغاليون من البلاد ابتداء من عام 1650، وبناء قلعة نزوى من غنائم معركة ديو |
| 3     | بلعرب بن سلطان بن سيف اليعربي          | 1679        | 1692        | قام ببناء حصن الحزم                                                                                               |
| 4     | سيف بن سلطان بن سيف اليعربي            | 1692        | 1711        | استرجع ممباسا وكلوة والجزيرة الخضراء (زنجبار) وغيرها من البرتغاليين. توفي بالرستاق ودفن بها.                      |
| 5     | سلطان الثاني بن سيف اليعربي            | 1711        | 1719        | بناء حصن الحزم |
| 6     | مهنا بن سلطان بن ماجد اليعربي          | 1718        | 1720        | |
| 7     | يعرب بن بلعرب بن سلطان اليعربي         | 1721        | 1722        | |
| 8     | محمد بن ناصر الغافري                   | 1724        | 1728        | من بني غافر وليس من اليعاربة، مات مقتولا.                                                                         |
| 9     | سيف الثاني بن سلطان اليعربي            | 1728        | 1732        | كان صغيرا عندما توفي والده سلطان الثاني بن سيف اليعربي ولم يبايع بالإمامة.                                        |
| 10    | بلعرب بن حمير اليعربي (الفترة الأولى)  | 1732        | 1738        | |
| 11    | سلطان بن مرشد اليعربي                  | 1741        | 1743        | |
| 12    | بلعرب بن حمير اليعربي (الفترة الثانية) | 1745        | 1748        | |

## الدولة البوسعيدية (1749- حتى الآن)
| الرقم | الإسم                            | بداية فترة الحكم | نهاية فترة الحكم | ملاحظات |
| ----- | -------------------------------- | ---------------- | ---------------- | --- |
| 1     | أحمد بن سعيد البوسعيدي           | 10 يونيو 1749    | 15 ديسمبر 1783   | إمام ومؤسس الدولة البوسعيدية ، طرد الفُرس من عُمان. اهتم بالزراعة والإقتصاد وأوجد وظائف مالية. تمرد عليه ولداه سيف وسلطان في أواخر سبعينيات القرن الثامن عشر الميلادي.                                                                      |
| 2     | سعيد بن أحمد البوسعيدي           | 1783             | 1810             | بويع بالإمامة بعد وفاة والده الإمام أحمد بن سعيد، إتخذ من الرستاق عاصمة له وبنى فيها حصن المنصور. وصفه ابن رزيق بأنه داهية من دواهي العرب، لهذا وفد إليه أهل عُمان.                                                                        |
| 3     | حمد بن سعيد البوسعيدي            | 1784             | 1792             | ولاه والده الإمام سعيد نائبا عنه في مسقط بين عامي 1784- 1792، بينما كان الإمام سعيد في الرستاق . أقام حمد في مسقط وأصبح الحاكم الفعلي لعُمان.                                                                                              |
| 4     | سلطان بن أحمد البوسعيدي          | 13 مارس 1791     | 20 نوفمبر 1804   | حاول بمساعدة أخيه سيف الوصول إلى السلطة في أواخر أيام أبيه الإمام أحمد بن سعيد، وقاد التمرد على أبيه ثلاث مرات ولكن محاولاته باءت بالفشل.                                                                                                 |
| 5     | سعيد بن سلطان بن أحمد البوسعيدي  | 14 سبتمبر 1804   | 19 أكتوبر 1856   | خلف والده سلطان بن أحمد بعد مقتله وكان عمره لا يتجاوز 13 عاماً، فجعلت عمته السيدة موزة بنت الإمام أحمد بن سعيد أمر الوصاية على الحُكم بيد محمد بن ناصرالجبري ، خال أبيه إلى حين بلوغه سن الرشد.                                             |
| 6     | ثويني بن سعيد بن سلطان البوسعيدي | 19 أكتوبر 1856   | 11 فبراير 1866   | واجه السلطان ثويني في حكمه مشكلة بندرعباس الذي كان تحت سيطرة الحكم العُماني؛ وانتهى به الأمر لعقد معاهدة مع الحاكم الفارسي أنهى في مضمونها السلطة العُمانية على البندر.                                                                     |
| 7     | سالم بن ثويني بن سعيد البوسعيدي  | 11 فبراير 1866   | 3 أكتوبر 1868    | واجه معارضات واضطرابات داخلية قادها ضده عمه تركي بن سعيد والإمام عزان بن قيس فضلا عن المشكلات الخارجية التي منها قرار زنجبار بوقف المساعدات التي تدفعها لمسقط.                                                                            |
| 8     | عزان بن قيس بن عزان البوسعيدي    | 3 أكتوبر 1868    | 30 يناير 1871    | أخضع نزوى وسمائل وبدبد وإزكي وبقية بلدان الداخلية، ثم اتجه إلى الشرقية بدءا من صور ثم جعلان وما جاورها، واسترد المصنعة التي كان يحكمها حمد بن سالم بن سلطان بن الإمام أحمد.                                                               |
| 9     | تركي بن سعيد بن سلطان البوسعيدي  | 30 يناير 1871    | 4 يونيو 1888     | واجه بعد توليه حكم عُمان العديد من المشكلات والحروب الداخلية، التي قامت مع معارضين لسلطته. ارتبط بعلاقات قوية مع السلطات البريطانية وذلك لإقامته في الهند.                                                                                 |
| 10    | فيصل بن تركي بن سعيد البوسعيدي   | 4 يونيو 1888     | 9 أكتوبر 1913    | بدأ حكمه بتحسين علاقته مع بريطانيا لكي يحصل على الاعتراف الرسمي من قبل الحكومة البريطانية والاستفادة من معونة زنجبار إضافة إلى رغبته في الحصول على حليف خارجی يساعده في القضاء على الثورات والنزاعات القبلية الداخلية.                    |
| 11    | تيمور بن فيصل بن تركي البوسعيدي  | 9 أكتوبر 1913    | 10 فبراير 1932   | تنازل عن الحكم لولده السيد سعيد بسبب لظروفه الصحية إضافة إلى الأزمة الإقتصادية التي شهدها العالم في ثلاثينيات القرن العشرين الميلادي وتدهور قيمة الريال النمساوي وعاش متنقلا بين اليابان والهند وعُمان.                                    |
| 12    | سعيد بن تيمور بن فيصل البوسعيدي  | 10 فبراير 1932   | 23 يوليو 1970    | تبنى سياسة مالية اعتمدت على الموارد القليلة للبلاد. أسس المدرسة السعيدية بصلالة عام 1936، ثم المدرسة السعيدية بمسقط عام 1940 ثم المدرسة السعيدية بمطرح 1959م وأنشأ إدارة التنمية في 1959 لتشرف على قطاعات الصحة والزراعة والأشغال العامة. |
| 13    | قابوس بن سعيد بن تيمور البوسعيدي | 23 يوليو 1970    | 10 يناير 2020    | |
| 14    | هيثم بن طارق بن تيمور البوسعيدي  | 11 يناير 2020    |                  | |